# Operació Urà
L'Operació Urà va ser l'encerclament soviètic de les forces alemanyes durant la batalla de Stalingrad. El doble embolcallament va iniciar-se el 19 de novembre de 1942, amb dos atacs bessons per trobar-se a Kalatx quatre dies després.
Els preparatius per l'encerclament havien estat molt acurats. Stalin va ser persuadit per permetre a Júkov i a Vassilevski que tinguessin les condicions i els recursos que necessitaven. L'estratègia de Júkov era portar subministraments a Stalingrad els recursos estrictament necessaris per mantenir i combatre el 6è Exèrcit del Mariscal Paulus deixant-lo exhaust, mentre que amb tropes soviètiques de refresc es construïen 5 nous exèrcits blindats (la producció de blindats soviètics era desconeguda pels alemanys, que considerava que l'Exèrcit Roig aniria escàs d'aquests vehicles). Un cop les forces alemanyes estaven concentrades a Stalingrad, les forces soviètiques van atacar per tot el front, provant de tancar el cercle lluny de la ciutat. Això es feu així per dos motius: per atacar fronts febles sostinguts per unes forces romaneses pobrament equipades i per evitar una prompta intervenció del 6è Exèrcit. El secretisme tingué èxit, en part per les decebedores accions soviètiques i en part per l'escepticisme alemany sobre que els soviètics tinguessin l'habilitat de desenvolupar una acció com aquesta. Un cop la resistència romanesa havia estat superada, les forces soviètiques avançaren a través d'una boira gelada. A la zona no hi havia cap força alemanya prou significativa per oferir resistència i les pinces nord i sud es trobaren a Kalatx, capturant intacte el seu pont vital sobre el Don el 23 de novembre. Un dia després d'iniciar-se l'atac soviètic, Hitler dividí el Grup d'Exèrcits B, creant un nou grup anomenat Grup d'Exèrcits del Don, sota el comandament del mariscal Erich von Manstein. No obstant això, von Manstein no va poder evitar que el passadís creat per les tropes soviètiques s'enfortís, per disposar de poc temps i uns blindats insuficients: seccions del 4t exèrcit panzer també es van veure atrapades amb el 6è Exèrcit.
Més d'un quart de milió de soldats de l'Eix van quedar aïllats dels subministraments, tot just quan començava un dur hivern. La situació pels atacants alemanys de Stalingrad semblava ser desesperada, i el 22 de novembre, el General Friedrich Paulus envià un telegrama a Hitler anunciant-li que el 6è Exèrcit es trobava envoltat. El missatge va ser interceptat pels soviètics, que es prepararen davant d'un possible intent de rescat (Operació Wintergewitter.) Els avenços soviètics en el camp de la criptologia contribuïren a l'èxit de l'operació.
Davant la impossibilitat de trencar l'encerclament, el 6è Exèrcit caigué davant diversos atacs soviètics, començant el 31 de gener de 1943. Les promeses de la Luftwaffe que seria capaç de portar subministraments a la ciutat mai no van ser preses seriosament; a més, la pèrdua d'avions era molt greu. El fred intens era un altre enemic per a les tropes i l'efectivitat de l'equipament.
El 2 de febrer, uns 100.000 soldats del 6è Exèrcit (dels 250.000 inicials) es rendiren als soviètics, dels quals només 6.000 sobrevisqueren al captiveri i pogueren tornar a Alemanya anys després. L'operació Urà tingué la seva paral·lela a Smolensk, amb l'operació Mart.
L'Exèrcit Roig enllaçà tan ràpid a Kalatx que va haver de tornar-ho a fer uns dies després perquè pogués ser filmat pels serveis de propaganda. Les forces soviètiques capturaren el pont mentre que els defensors alemanys no podien comprendre que aquells tancs que avançaven amb tots els llums encesos no fossin alemanys (les unitats alemanyes sovint empraven tancs T-34 capturats a les forces soviètiques).
El cop moral per la desfeta alemanya, especialment a la Unió Soviètica va ser espectacular: l'Alemanya Nazi havia sofert la major derrota a la guerra fins al moment.
Durant els darrers dies del setge, Paulus va ser promogut a mariscal de camp. Va ser el primer mariscal alemany a rendir-se. D'acord amb algunes fonts, Hitler ordenà aquesta promoció específicament amb l'esperança que se suïcidaria abans de rendir el seu bastó de mariscal

## Rerefons
A inicis de maig de 1942, la Wehrmacht inicià l'ofensiva contra les forces soviètiques que s'oposaven al Grup d'Exèrcits Sud, amb el nom clau Caixa Blava. Després de superar les línies alemanyes el 13 de juliol, les tropes alemanyes encerclaren i capturaren la ciutat de Rostov. Després de la caiguda de Rostov, Hitler dividí les tropes alemanyes que operaven a l'extrem sud de la Rússia meridional en un esforç per tal de capturar simultàniament la ciutat de Stalingrad i els camps petrolers del Caucas. La responsabilitat de la captura de Stalingrad va ser per al VI. Armee, que immediatament girà cap al Volga i començà el seu avanç amb un gran suport aeri de la Luftflotte 4. El 7 d'agost, dos cossos panzer podien flanquejar i encerclar a 50.000 soldats i 1.000 tancs soviètics, i el 22 d'agost les tropes alemanyes començaren a travessar el Don per completar el seu avanç cap al Volga. L'endemà començà la batalla de Stalingrad quan l'avantguarda del VI. Armee penetrà als suburbis de la ciutat.

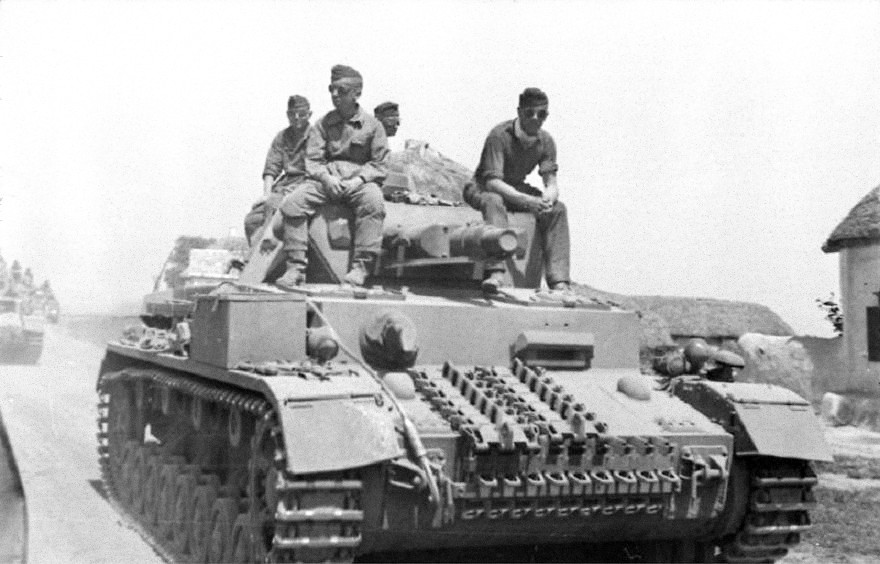
Tropes alemanyes avançant per la Unió Soviètica, juny de 1942

Al novembre, el Sisè Exèrcit va ser capaç d'ocupar la major part de Stalingrad, empenyent les tropes defensores de l'Exèrcit Roig cap a la riba del Volga. En aquest escenari, hi havia indicacions que es preparava una ofensiva soviètica dirigida contra les forces alemanyes de la ciutat, incloent un increment de l'activitat soviètica contra els flancs del Sisè Exèrcit i la informació obtinguda dels interrogatoris dels presoners soviètics. Malgrat això, el comandament alemany va mostrar-se més interessat a finalitzar la captura de Stalingrad. De fet, el comandant de l'Estat Major General de l'Exèrcit, General Franz Halder, havia estat retirat del seu càrrec després dels seus esforços per advertir dels perills que hi havia davant els flacs estesos del VI. Armee i del IV. Panzerarmee. A inicis de setembre, la Stavka inicià a planejar una sèrie de contraofensives per destruir les forces alemanyes al sud, lluitant a Stalingrad i al Caucas, així com contra el Grup d'Exèrcits Centre. Finalment, el comandament dels exèrcits soviètics per rellevar Stalingrad va ser atorgat al general Aleksandr Vassilievski.
La Stavka desenvolupà dues grans operacions per portar a terme contra les forces alemanyes prop de Stalingrad, Urà i Saturn, i planejà Mart dissenyada per fer front al Grup d'Exèrcits Centre en un esforç per distreure reforços i per causar el màxim de danys possibles. L'operació Urà va necessitar una quantitat enorme de tropes d'infanteria i mecanitzades per encerclar les tropes de l'Eix al voltant de Stalingrad. Quan s'iniciaren els preparatius de l'ofensiva, els punts d'inici de l'atac van ser situats als trams del front i la rereguarda del VI. Armee, impedint als alemanys que poguessin reforçar aquells sectors on les unitats de l'Eix estiguessin massa desbordades per ocupar la posició de manera efectiva. L'ofensiva va ser un embolcallament doble, les tropes mecanitzades soviètiques penetrarien profundament a la rereguarda alemanya, mentre que un altre atac tindria lloc més a prop del VI. Armee per atacar les unitats alemanyes directament a la rereguarda. Mentre que l'Exèrcit Roig es preparava, l'alt comandament alemany, influït per la seva creença que l'Exèrcit Roig, davant de l'oposició que estava fent al Grup d'Exèrcits Central al nord, era incapaç de preparar una ofensiva simultània al sud, continuà negant les possibilitats d'una possible ofensiva soviètica.

## Comparació de forces

### Forces de l'Eix
Caixa Blava involucrà forces alemanyes i d'altres països de l'Eix en un front de més de 480 km d'ample i diversos centenars de km de fons, mentre que la decisió de conquerir Stalingrad havia estès encara més les tropes de l'Eix allunyant-les més de les seves bases. Per exemple, a inicis de juliol, el Sisè Exèrcit estava defensat un front de 160 km, mentre que també havia de fer front a una ofensiva a 400 km de distància. El Grup d'Exèrcits B (les tropes que operaven al Caucas van rebre el nom de Grup d'Exèrcits A) semblava fort al paper: incloïa els exèrcits alemanys Segon, Sisè i 4t Panzer, els exèrcits romanesos Quart i Tercer, el Vuitè italià i el Segon hongarès. El Grup d'Exèrcits B estava format pel 48è Panzerkorps, format per una divisió panzer afeblida i una única divisió d'infanteria com a reserva. La major part dels flancs alemanys estaven defensats per exèrcits no alemanys, mentre que les tropes alemanyes eren emprades com a punta de llança en les operacions a Stalingrad i al Caucas.

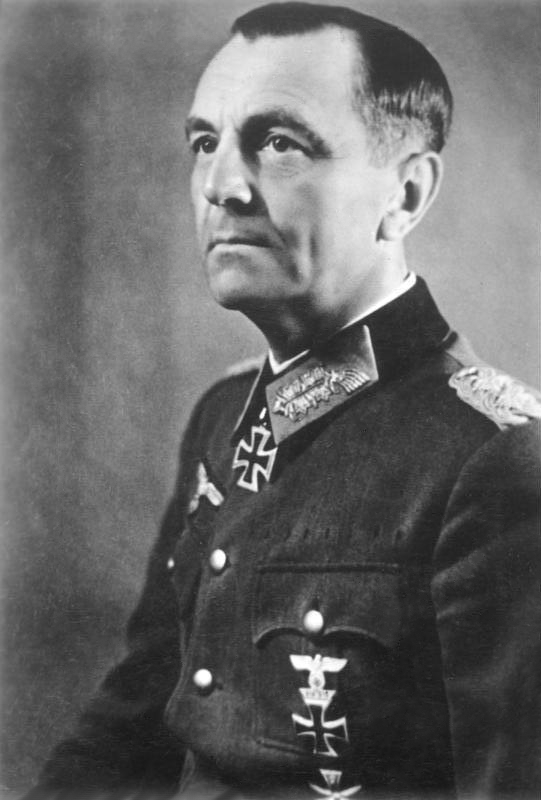
El General Friedrich Paulus, comandant del Sisè Exèrcit alemany

Mentre que Adolf Hitler expressava confiança en la capacitat de les unitats no alemanyes per protegir els flancs alemanys, en realitat aquestes unitat tenien un equipament obsolet i artilleria desplaçada a cavall, a més que el maltractament de la tropa per part dels oficials feia que la moral fos baixa. Davant la mecanització, la I divisió cuirassada romanesa estava ocupada amb 100 Panzer 38 (t)s txecs. El seu canó antitanc Skoda A7 de 37 mm era inútil contra els T-34 soviètics. Igualment, els canons antitanc de 3,7 cm també estaven desfasats i tenien poca munició. Només després de repetides demandes els alemanys enviaren canons PaK 40 de 7,5 cm, sis per divisió. Aquestes unitats estaven esteses en grans seccions del front, per exemple, el Tercer Exèrcit romanès ocupava una línia de 140 km de llarg, mentre que el Quart Exèrcit romanès protegia un sector de no menys de 270 km. Els italians i els hongaresos estaven situats entre les dues formacions romaneses, tot i que els comandants alemanys, realistes, no confiaven gaire en les capacitats combatives d'aquestes unitats. Els soldats italians gaudien d'una pobre opinió entre els seus aliats, sent sovint acusats de covardia. La seva manca d'eficàcia de fet era deguda a causa del seu armament obsolet i del seu pobre equipament. Les armes italianes eren sovint de baixa qualitat, gairebé hi havia una absència total d'armament antitanc, les granades de mà gairebé no explotaven mai, les metralladores, encara que altament lloades per la seva alta qualitat, eren molt rares, i els morters i les peces d'artilleria eren febles i no tenien munició. Els fusells i les metralladores havien de conservar-se durant molt de temps en condicions adequades d'ús i en unes condicions climàtiques extremes, i sovint no disparaven enmig dels combats.
Generalment, les tropes alemanyes no estaven millor: estaven afeblides per mesos de lluita contra l'Exèrcit Roig, i mentre que la Stavka creava nous exèrcits, l'alt comandament alemany intentava mantenir les seves unitats mecanitzades. A més, durant el transcurs de l'ofensiva alemanya entre maig i novembre de 1942 dues unitats motoritzades d'elit, la Leibstandarte i la Großdeutschland, van ser redesplegades del Grup d'Exèrcits A a l'oest, per poder disposar d'una reserva mecanitzada en cas d'un desembarcament aliat a França. El Sisè Exèrcit també havia patit moltes baixes durant els combats a Stalingrad. En alguns casos, com en la 22a Divisió Panzer, el seu equipament no era millor que el de la 1a Divisió Cuirassada Romanesa. Les formacions alemanyes també estaven sobreexteses en un front molt llarg; el XI Cos, per exemple, tenia un front per cobrir d'uns 100 km.

### Forces soviètiques
L'Exèrcit Roig mobilitzà prop d'1.100.000 persones, 804 tancs, 13.400 peces d'artilleria i uns 1.000 avions per a l'ofensiva imminent. A través del Tercer Exèrcit Romanès, els soviètics desplegaren el 5è Exèrcit Cuirassat, així com els exèrcits 21è i 65è, per tal de penetrar i superar els flancs alemanys. El flanc sud era l'objectiu dels exèrcits 51 i 57è, pertanyents al Front de Stalingrad, que juntament amb els cossos mecanitzats 13è i 4t, travessarien el 4t Exèrcit Romanès, per tal d'enllaçar amb el 5è Exèrcit Cuirassat prop de la ciutat de Kalaxt. En total, els soviètics havien reunit 11 exèrcits i diverses brigades cuirassades i cossos independents. Els preparatius per a l'ofensiva eren, malgrat tot, lluny de ser perfectes: el 8 de novembre, la Stavka ordenà posposar la data de llançament de l'operació, car retards en el transport havia impedit a diverses unitats estar a lloc a temps. Mentrestant, les unitats al front realitzaren diverses maniobres per tal de ser capaces de rebutjar qualsevol contraatac enemic i explotar el trencament de línies aconseguit per les forces mecanitzades. Aquests moviments van ser emmascarats mitjançant una campanya de distracció, que incloïa el decreixement del tràfic radiofònic, el camuflatge, la seguretat operativa, usant correus en comptes de la ràdio, així com una distracció activa, com l'increment del moviment de tropes prop de Moscou. S'ordenà a les tropes que construïssin fortificacions defensives, per donar una falsa impressió als alemanys, construint-se ponts falsos per distreure l'atenció dels ponts reals que s'estaven construint sobre el riu Don. L'Exèrcit Roig també llançà atacs contra el Grup d'Exèrcits Centre i situà formacions falses per mantenir la idea que s'estava preparant una gran ofensiva contra les forces alemanyes al centre de la Unió Soviètica.
Les tropes del Front de Stalingrad estaven sotmeses a un gran bombardeig, dificultant molt la mobilització. Els 38 batallons d'enginyers destinats al front eren responsables que la munició, les tropes i els tancs travessessin el Volga a l'hora que realitzaven reconeixements menors en seccions del front on es produirien els assalts en la imminent ofensiva. En tres setmanes, l'Exèrcit Roig transportà 111.000 soldats, 420 tancs i 556 peces d'artilleria a través del Volga.
El 17 de novembre, Vassilevski va ser cridat a Moscou, on se li mostrà una carta que el general Volski, comandant del 4t Cos Mecanitzat, havia enviat a Stalin, i que demanava cancel·lar l'ofensiva. Volski creia que l'ofensiva estava condemnada al fracàs tal com estava planejada a causa de l'estat de les forces destinades, i suggeria retardar l'ofensiva i redissenyar-la completament. Molts soldats soviètics no havien rebut roba d'hivern, i diversos soldats van morir de congelació, "a causa de l'actitud irresponsable dels seus comandants". Encara que la intel·ligència soviètica realment va fer un gran esforç per tal d'aconseguir tanta informació com fos possible sobre la disposició de les tropes de l'Eix que tenia al davant, no hi havia gaire informació sobre l'estat del Sisè Exèrcit. Els comandants soviètics acordaren que l'ofensiva seguiria el seu curs, i Stalin personalment trucà a Volski, qui reiterà la seva intenció de seguir amb l'operació si així se li ordenava.

## L'ofensiva soviètica

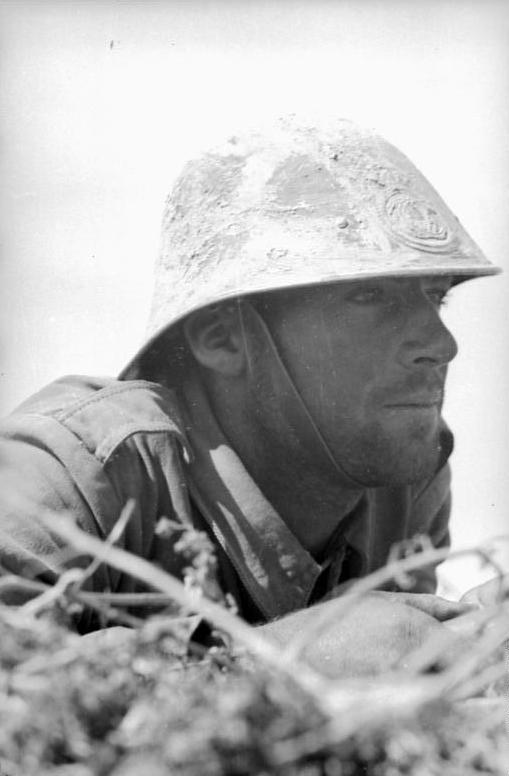
Soldat romanès al front

L'operació Urà, posposada fins al 17 de novembre, va ser retardada dos dies més quan el general Júkov va ser advertit que les unitats aèries que haurien de participar en l'operació encara no estaven preparades, iniciant-se finalment el 19 de novembre. El tinent Gerhard Stöck, destinat al front, rebé una trucada aquell matí des d'intel·ligència advertint-li que aquell dia es produiria un atac cap a les 05:00; però, com que rebé el missatge passades les 5 i no era gaire entusiasta de despertar al general Arthur Schmidt amb una falsa alarma, no advertí als comandants dels exèrcits romanesos de la informació que havia rebut. Tot i que els comandants soviètics suggeriren posposar el bombardeig a causa de la pobre visibilitat causada per una espessa boira, el quarter general del front decidí procedir igualment. A les 07:20 (hora de Moscou, 05:20 hora alemanya), els comandants d'artilleria soviètics reberen el senyal clau "sirena", iniciant-se un bombardeig artiller de 80 minuts de durada directament dirigit contra les unitats no alemanyes que protegien els flancs alemanys. Uns 3.500 canons obriren foc contra el Tercer Exèrcit Romanès i la punta nord del flanc del Sisè Exèrcit Alemany. Tot i que la boira evità que els soviètics corregissin el foc artiller, les setmanes de preparatius els permeteren disparar correctament sobre les posicions enemigues per tot el front. L'efecte va ser devastador, amb les línies de comunicació trencades, els magatzems de munició destruïts i els punts avançats d'observació destrossats. Molts romanesos que havien sobreviscut al bombardeig començaren a retirar-se. L'artilleria pesant soviètica dispara contra les posicions artilleres romaneses i contra el segon graó de formacions, agafant també als soldats romanesos en retirada.

### Contra el Tercer Exèrcit Romanès: 19 de novembre
L'ofensiva contra el Tercer Exèrcit Romanès començà a les 08:50, encapçalat pels exèrcits 21è i 65è i pel 5è cuirassat. Els primers dos assalts van ser rebutjats pels defensors romanesos, i els efectes del bombardeig de fet estaven causant dificultats als tancs soviètics per avançar entre els camps de mines. Malgrat tot, la falta d'artilleria antitanc va fer que la defensa romanesa caigués; i al vespre el 4t Cos Cuirassat i el 3r Cos de Cavalleria de la Guàrdia havien aconseguit trencar les línies. Poc després, el 5è Exèrcit Cuirassat va poder travessar les línies del 2n Cos Romanès, seguit pel 8è Cos de Cavalleria. Mentre que els tancs soviètics avançaven enmig de la boira gràcies a la brúixola, superant les posicions d'artilleria romaneses i alemanyes, tres divisions d'infanteria romaneses començaren a caure en desordre; i el Tercer Exèrcit Romanès havia quedat superat pels flancs est i oest. Després de rebre les novetats de l'atac soviètic, el quarter general del Sisè Exèrcit fallà al no ordenar a les divisions panzer 16a i 24a, ambdues a Stalingrad, que es dirigissin a cobrir les defenses romaneses; ordenant-s'ho en canvi al 48. Panzerkorps.
Seriosament malmès i pobrament equipat, el 48. Panzerkorps tenia menys de 100 tancs moderns en servei per fer front als blindats soviètics. A més, no disposaven de gaire combustible, i l'escassetat de tancs obligà als comandants a organitzar tripulacions en companyies d'infanteria; la 22 Divisió Panzer, que formava part del cos, va ser pràcticament destruïda en els combats que seguiren. La 22a va anar a combatre amb menys de 30 tancs en servei, i va quedar amb només una companyia. La 1a divisió cuirassada romanesa, adjunta al 48è Cos Panzer, va combatre amb el 26è Cos Cuirassat Soviètic després de perdre la comunicació amb els seus comandants de cos, sent derrotats el 20 de novembre. A mesura que els soviètics continuaven avançant cap al sud, moltes tripulacions de tancs començaren a patir els efectes de la neu, inclòs el bloqueig dels punts de visió de les armes. No era rar que els tancs perdessin la tracció a terra, ni que algun membre de la tripulació tingués el braç trencat després de ser llançat per dins del tanc. Malgrat tot, la tempesta de neu també neutralitzà la coordinació del cos alemany.
El Tercer Exèrcit Romanès començà a retirar-se a finals del 19 de novembre. El 21è Exèrcit soviètic i el 5è Cuirassat van poder capturar 27.000 presoners romanesos, el gruix de 3 divisions, i continuar avançant cap al sud. La cavalleria soviètica s'emprà com a punta de llaça, destruir les comunicacions entre els romanesos i el 8è Exèrcit italià i per impedir qualsevol possible contraatac dirigit al flanc soviètic. Mentre que la Força Aèria Roja atacava els soldats romanesos, la Luftwaffe només oferí una feble oposició. La retirada de la 1a divisió de cavalleria romanesa, originàriament situada al flanc de la 376a divisió d'infanteria alemanya, permeteren al 65è Exèrcit sobrepassar les defenses alemanyes. Mentre que les forces soviètiques començaren a reaccionar a darrera hora del 19 de novembre, els soviètics llançaren un nou atac contra el flanc del Sisè Exèrcit dirigit cap al sud.

### Contra el flanc sud alemany: 20 de novembre

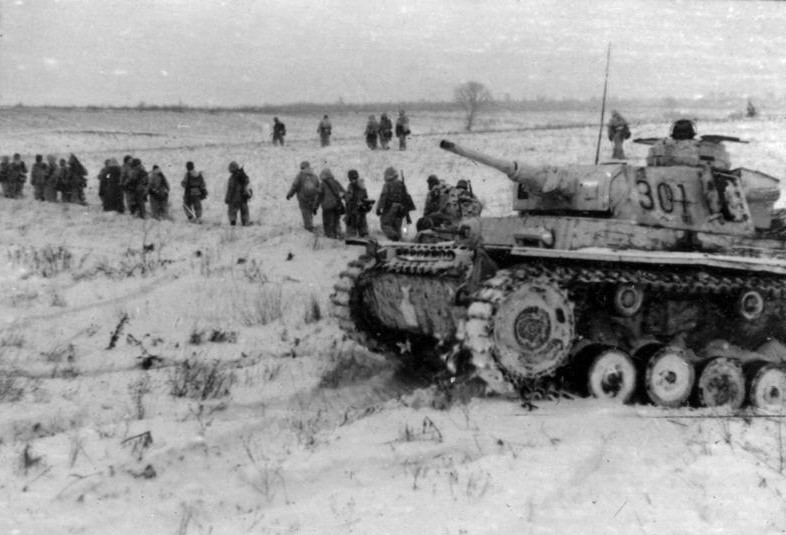
Panzer III al sud de la Unió Soviètica, desembre de 1942

A primera hora del matí del 20 de novembre, la Stavka trucà a Andrei Ieriómenko, comandant del Front de Stalingrad, preguntant-li si començaria la seva part de l'ofensiva segons el previst, a les 08:00. Va respondre que ho faria si s'aixecava la boira; encara que el 51è Exèrcit obrí la seva cortina d'artilleria a temps perquè el quarter general del Front no va poder contactar amb la divisió, i la resta de forces preparades per a l'operació reberen ordres per posposar l'atac fins a les 10:00. El 51è Exèrcit inicià els combats amb el 6è Cos romanès, capturant molts presoners. A mesura que el 57è Exèrcit es llençava al combat a les 10:00, la situació es desenvolupava de manera que el Front de Stalingrad podia llançar el seu cos blindat a la batalla. La 297a divisió d'infanteria alemanya veia com els seus companys romanesos fracassaren en la seva tasca de resistir contra l'Exèrcit Roig. Però la confusió i la manca de control van fer que el 4t Cos i el 13è Mecanitzat començaren a vacil·lar a mesura que començaven a explotar els trencaments aconseguits en l'ofensiva.
Els alemanys van respondre ràpidament redesplegant la seva única reserva a la regió, la 29a Divisió Panzergrenadier. Malgrat algunes victòries inicials contra les forces cuirassades soviètiques, el col·lapse romanès obligà a la divisió a redesplegar-se de nou per intentar arribar a les defenses més al sud. La 29a Panzergrenadier contraatacà, destruint uns 15 tancs soviètics i fent que els comandants soviètics s'amoïnessin per la seguretat del seu flanc esquerre. Malgrat tot, el redesplegament de la divisió alemanya volia dir que al final del dia només el 6è regiment de cavalleria romanes estava situat entre les forces soviètiques i el Don.

### Operacions posteriors: 20-23 de novembre
Mentre que el Front de Stalingrad llançava la seva ofensiva el 20 de novembre, el 65è Exèrcit Soviètic continuà pressionant contra l'11è Cos alemany a la pota nord del flanc del Sisè Exèrcit. El 4t Cos Cuirassat soviètic avançà més enllà de l'11è Cos alemany, mentre que el 3r Cos de Cavalleria de la Guàrdia es llançava contra la rereguarda alemanya. Les divisions alemanyes 376a i 44a començaren a redesplegar-se per fer front a l'enemic als seus flancs, però van quedar impedits per l'escassetat de combustible. L'únic regiment que li quedava a la 14a Divisió Panzer destruí un regiment del 3r Cos de Cavalleria soviètic que atacava el flanc, però la seva artilleria antitanc quedà molt malmesa quan va ser superada per les tropes soviètiques. A finals del dia, el 1r Cos Cuirassat soviètic caçava el 48è Panzerkorps en retirada, mentre que el 26è Cos Cuirassat soviètic havia capturat la ciutat de Perelazovski, a només 130 km al nord-oest de Stalingrad.

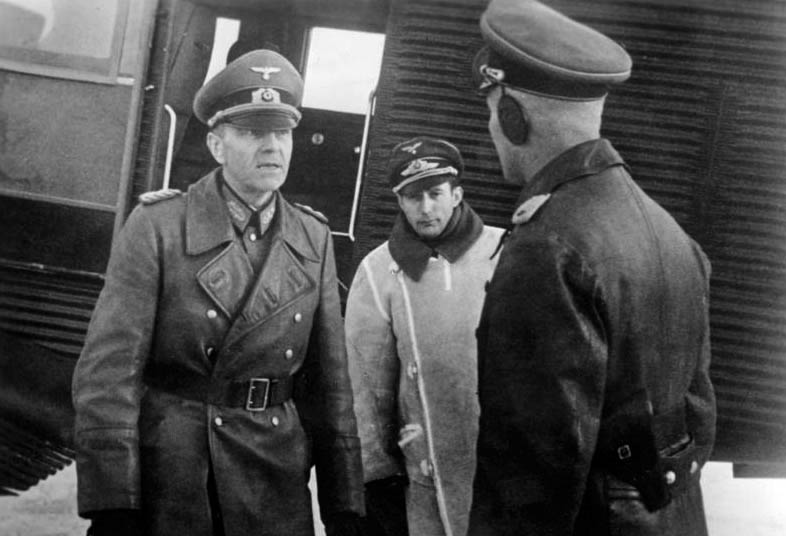
El general Paulus a la Unió Soviètica

L'ofensiva de l'Exèrcit Roig continuà el 21 de novembre, amb forces del Front de Stalingrad aconseguint penetracions de fins a 50 km. En aquells moment, les unitats romaneses al nord estaven sent destruïdes en batalles aïllades, mentre que l'Exèrcit Roig començaven a atacar seccions del flanc del 4t Exèrcit Panzer i del Sisè Exèrcit. La 22a divisió panzer, malgrat que intentà llançar un contraatac, va ser reduïda a poc més que una companyia de tancs i va veure's obligada a retirar-se cap al sud-oest. El 26è Cos Cuirassat alemany, després d'haver destruït una gran part de la 1a Divisió Cuirassada romanesa, continuà el seu avanç cap al sud-est, evitant els combats, tot i que les restes del 5è Cos romanès podien reorganitzar-se i preparar una defensa amb l'esperança que serien auxiliats pel 48è Cos Panzer. Aquell dia, el general Friedrich Paulus, comandant del VI. Armee, rebé informes que els soviètics estaven a menys de 40 km del seu quarter general; a més, no quedaven unitats que poguessin fer front a l'avanç soviètic. Al sud, després d'una breu aturada, el 4t Cos Mecanitzat soviètic continuà el seu avanç cap al nord, eliminant els defensors alemanys de diverses ciutats a la zona, dirigint-se cap a Stalingrad. Mentre que les tropes alemanyes a Stalingrad estaven arriscant-se, Hitler ordenà que totes les forces alemanyes a la zona establissin una posició defensiva i denominà les forces entre els rius Don i Volga com a Fortalesa Stalingrad, enterrant qualsevol esperança del Sisè Exèrcit per trencar el setge. El Sisè Exèrcit, igual que altres unitats de l'Eix, així com la major part del 4t Exèrcit Panzer havien quedat encerclats pels soviètics. Només la 16a Divisió Panzergrenadier començà a combatre per sortir. La manca de coordinació entre els tancs soviètics i la infanteria a mesura que el cos cuirassat soviètic intentava explotar el trencament al flanc sud alemany permeté que una gran part del 4t Exèrcit romanès pogués fugir de la destrucció.
El 22 de novembre, les forces soviètiques començaren a travessar el Don i continuaren el seu avanç cap a la ciutat de Kalatx. Les forces alemanyes que la defensaven, principalment formades per personal de manteniment i intendència, no van saber res de l'atac fins al 21 de novembre, i no van saber de la força de l'Exèrcit Roig fins que s'apropava. La tasca de capturar el pont de Kalatx va ser pel 26 Cos Cuirassat, que usà dos tancs alemanys capturats i un vehicle de reconeixement per apropar-se i obrir foc contra els guàrdies. Les forces soviètiques penetraren a la ciutat a mig matí i expulsaren els seus defensors, permetent que el 4t Cos Cuirassat enllacés amb el 4t Cos Mecanitzat que s'apropava des del sud. L'encerclament de les tropes alemanyes a Stalingrad es completà el 22 de novembre de 1942. Aquell dia, les formacions soviètiques també continuaren lluitant contra les bosses de resistència romaneses.
Els combats continuaren el 23 de novembre, quan els alemanys intentaren en va muntar diversos contraatacs per trencar el setge. En aquells moments, el personal de l'Eix assetjat començà a moure's cap a l'est, endinsant-se a Stalingrad, per tal d'evitar els tancs soviètics, mentre que els que intentaven fugir del setge es movien cap a l'oest, direcció a les forces alemanyes i de l'Eix.

## Després dels combats
L'operació Urà atrapà entre 200.000 i 250.000 soldats alemanys en una zona de 50 km d'est a oest per 40 km de nord a sud. La bossa contenia quatre cossos d'infanteria, un cos panzer del IV Panzerarmee i del VI. Armee, així com elements supervivents de dues divisions romaneses, un regiment croat i d'altres unitats especialistes. Entre l'equip atrapat hi havia uns 100 tancs, 2.000 peces d'artilleria i morters i 10.000 camions. La retirada a Stalingrad deixà camins plens de cascs, armes i equipament divers, i l'equip pesat que havia quedat destruït es deixava als costats de la carretera. Els ponts que travessaven el Don estaven atapeïts de tràfic, mentre que els soldats supervivents es dirigien cap a l'est enmig d'un temps fred, intentant fugir dels blindats i de la infanteria soviètica que els amenaçaven en tallar el camí vers Stalingrad. Molts ferits van ser trepitjats, i molts dels que intentaren travessar el riu a peu sobre el gel van caure i s'ofegaren. Els soldats famolencs omplien els pobles russos buscant subministraments, mentre que els dipòsits de subministraments eren saquejats sovint a la recerca de menjar. Els més endarrerits van travessar el Don el 24 de novembre, demolint els ponts per aïllar els exèrcits Sisè i Quart Panzer dels soviètics a Stalingrad.
El Sisè Exèrcit, enmig del caos, començaren a construir línies defensives, tot i la manca de combustible, munició i racions, a més que l'hivern rus avançava colpejant-los més. També van haver d'omplir les llacunes ocasionades per la desintegració de les forces romaneses. El 23 de novembre, algunes unitats alemanys destruïren o cremaren tot el que no fos necessari per a una operació de sortida i començaren a dirigir-se cap al nord de Stalingrad. Malgrat tot, després d'abandonar els seus búnquers d'hivern, el 62è Exèrcit Soviètic va poder destruir la 94a d'infanteria alemanya en camp obert; i els supervivents van ser destinats a la 16a i a la 24a Panzer. Encara que els comandants alemanys opinaven que les forces de la Wehrmacht que havien caigut al setge havien de sortir d'allà, entre el 23 i el 24 de novembre Hitler decidí mantenir la posició i intentar enviar subministraments al Sisè Exèrcit per aire. El personal atrapat a Stalingrad necessitaria un mínim de 680 tones de subministraments diaris, una tasca que la Luftwaffe no podia dur a terme. A més, la reviscolada Força Aèria Roja era una amenaça per als avions alemanys que intentaven sobrevolar la ciutat. Tot i que al desembre la Luftwaffe havia reunit una flota de 500 avions, aquests encara eren insuficients per portar subministraments als assetjats. Durant la primera meitat de desembre, les tropes aïllades a Stalingrad reberen menys del 20% de les seves necessitats diàries.
Mentrestant, l'Exèrcit Roig enfortí el seu encerclament exterior amb la intenció de destruir les unitats encerclades. Els exèrcits soviètics atacarien les unitats alemanyes des de l'est i del sud, amb la intenció de dividir les unitats alemanyes en grups cada cop més petits. Aquestes ordres van ser efectives el 24 de novembre, i havien de ser executades sense un reagrupament a gran escala o el moviment de les reserves. L'encerclament exterior tenia un perímetre d'uns 320 km, dels quals només tres quarts d'aquella distància estaven realment cobertes per tropes soviètiques; la distància entre els cercles interior i exterior era d'uns 16 km. L'alt comandament soviètic també començà a planejar l'operació Saturn, destinada a destruir el Vuitè Exèrcit italià i aïllar les tropes alemanyes al Caucas. La Stavka planejà iniciar l'ofensiva cap al 10 de desembre.
Les tropes alemanyes a la regió van quedar encara més dividides, quan el general alemany Erich von Manstein va rebre el comandament del recentment creat Grup d'Exèrcits Don, format pel Sisè Exèrcit, el 4t Panzer i les exèrcits romanesos Tercer i Quart. Encara que la situació semblava molt fosca per als alemanys, s'instaurà un període de calma relativa després del final de l'operació Urà, moment en què soviètics i alemanys planejaven els seus propers moviments.